# Waksmundzka Polana
Waksmundzka Polana – rozległa tatrzańska polana pomiędzy Doliną Waksmundzką i Pańszczycą. Na południu podchodzi na północny stok Małej Koszystej, a od północy ograniczona jest zboczami Ostrego Wierchu i Suchego Wierchu Waksmundzkiego, szczytów należących do grupy Gęsiej Szyi. Na wschód od polany znajduje się Rówień Waksmundzka. Polana jest położona na wysokości m n.p.m. Przepływa przez nią niewielki potok spływający ze zboczy Koszystej, zasilający Pańszczycki Potok. Polana należała do górali ze wsi Waksmund, stąd jej nazwa. Dawniej była główną polaną Hali Waksmundzkiej. Była koszona, na jej południowo-zachodnim rogu stały zabudowania pasterskie (szałas i kilka szop). W 1955 r. miała powierzchnię ok. 15 ha, ale w 2004 r. w wyniku zarośnięcia jej powierzchnia zmniejszyła się o 47% i polana nadal zarasta.
Prawdopodobnie polana powstała na osadach dennych dawnego jeziora spiętrzonego przez boczna morenę lodowca zalegającego dolinę Pańszczycę. W 1947 r. zanotowano w tym miejscu ogromne oberwanie chmury: w ciągu kwadransa polana pokryła się warstwą wody półmetrowej wysokości.
Polany nie przecina żaden szlak turystyczny, choć dawniej prowadziła przez nią droga do Morskiego Oka. Na północnym skraju polany, przy tej drodze, znajduje się żelazny krzyż, odlany w Kuźnicach, ufundowany przez prof. Maksymiliana Nowickiego, badacza fauny tatrzańskiej, jednego z inicjatorów objęcia ustawową ochroną kozic i świstaków (był to pierwszy w Europie tego typu akt prawny, uchwalony został w 1868 r.). Obecnie skrajem polany poprowadzone są znakowane szlaki turystyczne, łączące się na Równi Waksmundzkiej.
Z rzadkich w Polsce gatunków roślin stwierdzono występowanie na polanie żurawiny drobnoowocowej.

## Szlaki turystyczne
– północnym brzegiem polany biegnie szlak turystyczny z Toporowej Cyrhli przez Psią Trawkę, Waksmundzką Polanę, Polanę pod Wołoszynem i Wodogrzmoty Mickiewicza do Morskiego Oka.
- Czas przejścia z Toporowej Cyrhli na Rówień Waksmundzką: 2:10 h, ↓ 1:45 h
- Czas przejścia z Równi Waksmundzkiej do Wodogrzmotów: 1:25 h, z powrotem 1:35 h

 – południowym brzegiem polany biegnie szlak z Wierchporońca przez Rusinową Polanę, Gęsią Szyję i Rówień Waksmundzką do schroniska „Murowaniec” w Dolinie Gąsienicowej.
- Czas przejścia z Wierchporońca na Rówień Waksmundzką: 2 h, z powrotem 1:35 h
- Czas przejścia z Równi Waksmundzkiej do Murowańca: 2:15 h, z powrotem tyle samo.